# Referéndum constitucional sobre la blasfemia en Irlanda de 2018
El 26 de octubre de 2018, el mismo día de las elecciones presidenciales, se celebró en la República de Irlanda un referéndum para decidir si se eliminaba el delito de blasfemia de su legislación.
La Constitución irlandesa prohibía la blasfemia y la Ley de Difamación de 2009, aprobada por un Gobierno de coalición del centrista Fianna Fáil y el Partido Laborista, prevé multas de hasta 25.000 euros para aquellos que "publiquen o profieran material que sea gravemente abusivo o insultante en relación con asuntos sagrados para cualquier religión.